# Lijst van Dipsadinae
Onderstaand een lijst van alle soorten slangen uit de familie toornslangachtigen (Colubridae) en de onderfamilie Dipsadinae. Er zijn 807 soorten in 100 geslachten. 27 geslachten zijn monotypisch, wat wil zeggen dat er slechts een enkele soort is. De lijst is gebaseerd op de Reptile Database.
- Soort Adelphicos daryi
- Soort Adelphicos ibarrorum
- Soort Adelphicos latifasciatum
- Soort Adelphicos newmanorum
- Soort Adelphicos nigrilatum
- Soort Adelphicos quadrivirgatum
- Soort Adelphicos sargii
- Soort Adelphicos veraepacis
- Soort Adelphicos visoninum
- Soort Alsophis antiguae
- Soort Alsophis antillensis
- Soort Alsophis danforthi
- Soort Alsophis manselli
- Soort Alsophis rijgersmaei
- Soort Alsophis rufiventris
- Soort Alsophis sajdaki
- Soort Alsophis sanctonum
- Soort Alsophis sibonius
- Soort Amastridium sapperi
- Soort Amastridium veliferum
- Soort Amnesteophis melanauchen
- Soort Apostolepis adhara
- Soort Apostolepis albicollaris
- Soort Apostolepis ambiniger
- Soort Apostolepis arenaria
- Soort Apostolepis assimilis
- Soort Apostolepis borellii
- Soort Apostolepis breviceps
- Soort Apostolepis cearensis
- Soort Apostolepis cerradoensis
- Soort Apostolepis christineae
- Soort Apostolepis dimidiata
- Soort Apostolepis dorbignyi
- Soort Apostolepis flavotorquata
- Soort Apostolepis gaboi
- Soort Apostolepis goiasensis
- Soort Apostolepis intermedia
- Soort Apostolepis kikoi
- Soort Apostolepis lineata
- Soort Apostolepis longicaudata
- Soort Apostolepis multicincta
- Soort Apostolepis nelsonjorgei
- Soort Apostolepis niceforoi
- Soort Apostolepis nigrolineata
- Soort Apostolepis nigroterminata
- Soort Apostolepis phillipsae
- Soort Apostolepis polylepis
- Soort Apostolepis pymi
- Soort Apostolepis quirogai
- Soort Apostolepis sanctaeritae
- Soort Apostolepis serrana
- Soort Apostolepis striata
- Soort Apostolepis tenuis
- Soort Apostolepis tertulianobeui
- Soort Apostolepis thalesdelemai
- Soort Apostolepis underwoodi
- Soort Apostolepis vittata
- Soort Arcanumophis problematicus
- Soort Arrhyton ainictum
- Soort Arrhyton dolichura
- Soort Arrhyton procerum
- Soort Arrhyton redimitum
- Soort Arrhyton supernum
- Soort Arrhyton taeniatum
- Soort Arrhyton tanyplectum
- Soort Arrhyton vittatum
- Soort Atractus aboiporu
- Soort Atractus acheronius
- Soort Atractus albuquerquei
- Soort Atractus alphonsehogei
- Soort Atractus altagratiae
- Soort Atractus alytogrammus
- Soort Atractus andinus
- Soort Atractus apophis
- Soort Atractus atlas
- Soort Atractus atratus
- Soort Atractus attenuates
- Soort Atractus avernus
- Soort Atractus ayeush
- Soort Atractus badius
- Soort Atractus biseriatus
- Soort Atractus bocki
- Soort Atractus bocourti
- Soort Atractus boimirim
- Soort Atractus boulengerii
- Soort Atractus caete
- Soort Atractus careolepis
- Soort Atractus carrioni
- Soort Atractus caxiuana
- Soort Atractus cerberus
- Soort Atractus charitoae
- Soort Atractus chthonius
- Soort Atractus clarki
- Soort Atractus collaris
- Soort Atractus crassicaudatus
- Soort Atractus dapsilis
- Soort Atractus darienensis
- Soort Atractus depressiocellus
- Soort Atractus duboisi
- Soort Atractus duidensis
- Soort Atractus dunni
- Soort Atractus echidna
- Soort Atractus ecuadorensis
- Soort Atractus edioi
- Soort Atractus elaps
- Soort Atractus emigdioi
- Soort Atractus emmeli
- Soort Atractus eriki
- Soort Atractus erythromelas
- Soort Atractus esepe
- Soort Atractus favae
- Soort Atractus flammigerus
- Soort Atractus franciscopaivai
- Soort Atractus francoi
- Soort Atractus fuliginosus
- Soort Atractus gaigeae
- Soort Atractus gigas
- Soort Atractus guentheri
- Soort Atractus heliobelluomini
- Soort Atractus heyeri
- Soort Atractus hoogmoedi
- Soort Atractus hostilitractus
- Soort Atractus imperfectus
- Soort Atractus indistinctus
- Soort Atractus insipidus
- Soort Atractus iridescens
- Soort Atractus lancinii
- Soort Atractus lasallei
- Soort Atractus latifrons
- Soort Atractus lehmanni
- Soort Atractus loveridgei
- Soort Atractus macondo
- Soort Atractus maculatus
- Soort Atractus major
- Soort Atractus manizalesensis
- Soort Atractus mariselae
- Soort Atractus marthae
- Soort Atractus matthewi
- Soort Atractus medusa
- Soort Atractus melanogaster
- Soort Atractus melas
- Soort Atractus meridensis
- Soort Atractus micheleae
- Soort Atractus microrhynchus
- Soort Atractus mijaresi
- Soort Atractus modestus
- Soort Atractus multicinctus
- Soort Atractus multidentatus
- Soort Atractus nasutus
- Soort Atractus natans
- Soort Atractus nicefori
- Soort Atractus nigricaudus
- Soort Atractus nigriventris
- Soort Atractus obesus
- Soort Atractus obtusirostris
- Soort Atractus occidentalis
- Soort Atractus occipitoalbus
- Soort Atractus ochrosetrus
- Soort Atractus oculotemporalis
- Soort Atractus orcesi
- Soort Atractus paisa
- Soort Atractus pamplonensis
- Soort Atractus pantostictus
- Soort Atractus paraguayensis
- Soort Atractus paucidens
- Soort Atractus pauciscutatus
- Soort Atractus peruvianus
- Soort Atractus poeppigi
- Soort Atractus potschi
- Soort Atractus punctiventris
- Soort Atractus pyroni
- Soort Atractus resplendens
- Soort Atractus reticulatus
- Soort Atractus riveroi
- Soort Atractus ronnie
- Soort Atractus roulei
- Soort Atractus sanctaemartae
- Soort Atractus sanguineus
- Soort Atractus savagei
- Soort Atractus schach
- Soort Atractus serranus
- Soort Atractus snethlageae
- Soort Atractus spinalis
- Soort Atractus steyermarki
- Soort Atractus stygius
- Soort Atractus surucucu
- Soort Atractus tamaensis
- Soort Atractus tamessari
- Soort Atractus taphorni
- Soort Atractus tartarus
- Soort Atractus thalesdelemai
- Soort Atractus titanicus
- Soort Atractus torquatus
- Soort Atractus touzeti
- Soort Atractus trefauti
- Soort Atractus trihedrurus
- Soort Atractus trilineatus
- Soort Atractus trivittatus
- Soort Atractus turikensis
- Soort Atractus typhon
- Soort Atractus variegatus
- Soort Atractus ventrimaculatus
- Soort Atractus vertebralis
- Soort Atractus vertebrolineatus
- Soort Atractus vittatus
- Soort Atractus wagleri
- Soort Atractus werneri
- Soort Atractus zebrinus
- Soort Atractus zidoki
- Soort Baliodryas steinbachi
- Soort Boiruna maculata
- Soort Boiruna sertaneja
- Soort Borikenophis portoricensis
- Soort Borikenophis prymnus
- Soort Borikenophis sanctaecrucis
- Soort Borikenophis variegatus
- Soort Caaeteboia amarali
- Soort Caaeteboia gaeli
- Soort Calamodontophis paucidens
- Soort Calamodontophis ronaldoi
- Soort Caraiba andreae
- Soort Carphophis amoenus
- Soort Carphophis vermis
- Soort Cenaspis aenigma
- Soort Cercophis auratus
- Soort Chersodromus australis
- Soort Chersodromus liebmanni
- Soort Chersodromus nigrum
- Soort Chersodromus rubriventris
- Soort Chlorosoma dunupyana
- Soort Chlorosoma laticeps
- Soort Chlorosoma viridissima
- Soort Clelia clelia
- Soort Clelia equatoriana
- Soort Clelia errabunda
- Soort Clelia hussami
- Soort Clelia langeri
- Soort Clelia plumbea
- Soort Clelia scytalina
- Soort Coniophanes alvarezi
- Soort Coniophanes andresensis
- Soort Coniophanes bipunctatus
- Soort Coniophanes dromiciformis
- Soort Coniophanes fissidens
- Soort Coniophanes imperialis
- Soort Coniophanes joanae
- Soort Coniophanes lateritius
- Soort Coniophanes longinquus
- Soort Coniophanes melanocephalus
- Soort Coniophanes meridanus
- Soort Coniophanes michoacanensis
- Soort Coniophanes piceivittis
- Soort Coniophanes quinquevittatus
- Soort Coniophanes schmidti
- Soort Coniophanes taeniata
- Soort Coniophanes taylori
- Soort Conophis lineatus
- Soort Conophis morai
- Soort Conophis vittatus
- Soort Contia longicaudae
- Soort Contia tenuis
- Soort Coronelaps lepidus
- Soort Crisantophis nevermanni
- Soort Cryophis hallbergi
- Soort Cubophis brooksi
- Soort Cubophis cantherigerus
- Soort Cubophis caymanus
- Soort Cubophis fuscicauda
- Soort Cubophis ruttyi
- Soort Cubophis vudii
- Soort Diadophis punctatus
- Soort Diaphorolepis laevis
- Soort Diaphorolepis wagneri
- Soort Dipsas albifrons
- Soort Dipsas alternans
- Soort Dipsas andiana
- Soort Dipsas articulata
- Soort Dipsas baliomelas
- Soort Dipsas bicolor
- Soort Dipsas bobridgelyi
- Soort Dipsas bothropoides
- Soort Dipsas brevifacies
- Soort Dipsas bucephala
- Soort Dipsas catesbyi
- Soort Dipsas chaparensis
- Soort Dipsas cisticeps
- Soort Dipsas copei
- Soort Dipsas elegans
- Soort Dipsas ellipsifera
- Soort Dipsas gaigeae
- Soort Dipsas georgejetti
- Soort Dipsas gracilis
- Soort Dipsas incerta
- Soort Dipsas indica
- Soort Dipsas jamespetersi
- Soort Dipsas klebbai
- Soort Dipsas latifrontalis
- Soort Dipsas lavillai
- Soort Dipsas maxillaris
- Soort Dipsas mikanii
- Soort Dipsas neuwiedi
- Soort Dipsas nicholsi
- Soort Dipsas oligozonata
- Soort Dipsas oneilli
- Soort Dipsas oreas
- Soort Dipsas oswaldobaezi
- Soort Dipsas pakaraima
- Soort Dipsas palmeri
- Soort Dipsas pavonina
- Soort Dipsas peruana
- Soort Dipsas praeornata
- Soort Dipsas pratti
- Soort Dipsas sanctijoannis
- Soort Dipsas sazimai
- Soort Dipsas schunkii
- Soort Dipsas temporalis
- Soort Dipsas tenuissima
- Soort Dipsas trinitatis
- Soort Dipsas turgida
- Soort Dipsas vagrans
- Soort Dipsas vagus
- Soort Dipsas variegata
- Soort Dipsas ventrimaculata
- Soort Dipsas vermiculata
- Soort Dipsas viguieri
- Soort Dipsas williamsi
- Soort Ditaxodon taeniatus
- Soort Drepanoides anomalus
- Soort Echinanthera amoena
- Soort Echinanthera cephalomaculata
- Soort Echinanthera cephalostriata
- Soort Echinanthera cyanopleura
- Soort Echinanthera melanostigma
- Soort Echinanthera undulata
- Soort Elapomorphus quinquelineatus
- Soort Elapomorphus wuchereri
- Soort Emmochliophis fugleri
- Soort Emmochliophis miops
- Soort Enuliophis sclateri
- Soort Enulius bifoveatus
- Soort Enulius flavitorques
- Soort Enulius oligostichus
- Soort Enulius roatanensis
- Soort Erythrolamprus aesculapii
- Soort Erythrolamprus albertguentheri
- Soort Erythrolamprus almadensis
- Soort Erythrolamprus andinus
- Soort Erythrolamprus atraventer
- Soort Erythrolamprus bizona
- Soort Erythrolamprus breviceps
- Soort Erythrolamprus carajasensis
- Soort Erythrolamprus ceii
- Soort Erythrolamprus cobella
- Soort Erythrolamprus cursor
- Soort Erythrolamprus dorsocorallinus
- Soort Erythrolamprus epinephalus
- Soort Erythrolamprus festae
- Soort Erythrolamprus frenatus
- Soort Erythrolamprus guentheri
- Soort Erythrolamprus ingeri
- Soort Erythrolamprus jaegeri
- Soort Erythrolamprus janaleeae
- Soort Erythrolamprus juliae
- Soort Erythrolamprus macrosomus
- Soort Erythrolamprus maryellenae
- Soort Erythrolamprus melanotus
- Soort Erythrolamprus mertensi
- Soort Erythrolamprus miliaris
- Soort Erythrolamprus mimus
- Soort Erythrolamprus mossoroensis
- Soort Erythrolamprus ocellatus
- Soort Erythrolamprus oligolepis
- Soort Erythrolamprus ornatus
- Soort Erythrolamprus perfuscus
- Soort Erythrolamprus poecilogyrus
- Soort Erythrolamprus pseudocorallus
- Soort Erythrolamprus pseudoreginae
- Soort Erythrolamprus pyburni
- Soort Erythrolamprus pygmaeus
- Soort Erythrolamprus reginae
- Soort Erythrolamprus rochai
- Soort Erythrolamprus sagittifer
- Soort Erythrolamprus semiaureus
- Soort Erythrolamprus subocularis
- Soort Erythrolamprus taeniogaster
- Soort Erythrolamprus taeniurus
- Soort Erythrolamprus torrenicola
- Soort Erythrolamprus trebbaui
- Soort Erythrolamprus triscalis
- Soort Erythrolamprus typhlus
- Soort Erythrolamprus viridis
- Soort Erythrolamprus vitti
- Soort Erythrolamprus williamsi
- Soort Erythrolamprus zweifeli
- Soort Eutrachelophis bassleri
- Soort Eutrachelophis papilio
- Soort Farancia abacura
- Soort Farancia erytrogramma
- Soort Geophis anocularis
- Soort Geophis bellus
- Soort Geophis betaniensis
- Soort Geophis bicolor
- Soort Geophis blanchardi
- Soort Geophis brachycephalus
- Soort Geophis cancellatus
- Soort Geophis carinosus
- Soort Geophis chalybeus
- Soort Geophis championi
- Soort Geophis damiani
- Soort Geophis downsi
- Soort Geophis dubius
- Soort Geophis duellmani
- Soort Geophis dugesii
- Soort Geophis dunni
- Soort Geophis fulvoguttatus
- Soort Geophis godmani
- Soort Geophis hoffmanni
- Soort Geophis immaculatus
- Soort Geophis incomptus
- Soort Geophis isthmicus
- Soort Geophis juarezi
- Soort Geophis juliai
- Soort Geophis laticinctus
- Soort Geophis laticollaris
- Soort Geophis latifrontalis
- Soort Geophis lorancai
- Soort Geophis maculiferus
- Soort Geophis mutitorques
- Soort Geophis nasalis
- Soort Geophis nephodrymus
- Soort Geophis nigroalbus
- Soort Geophis nigrocinctus
- Soort Geophis occabus
- Soort Geophis omiltemanus
- Soort Geophis petersii
- Soort Geophis pyburni
- Soort Geophis rhodogaster
- Soort Geophis rostralis
- Soort Geophis russatus
- Soort Geophis ruthveni
- Soort Geophis sallaei
- Soort Geophis semidoliatus
- Soort Geophis sieboldi
- Soort Geophis talamancae
- Soort Geophis tarascae
- Soort Geophis tectus
- Soort Geophis turbidus
- Soort Geophis zeledoni
- Soort Gomesophis brasiliensis
- Soort Haitiophis anomalus
- Soort Helicops angulatus
- Soort Helicops apiaka
- Soort Helicops boitata
- Soort Helicops carinicaudus
- Soort Helicops danieli
- Soort Helicops gomesi
- Soort Helicops hagmanni
- Soort Helicops infrataeniatus
- Soort Helicops leopardinus
- Soort Helicops modestus
- Soort Helicops nentur
- Soort Helicops pastazae
- Soort Helicops petersi
- Soort Helicops polylepis
- Soort Helicops scalaris
- Soort Helicops tapajonicus
- Soort Helicops trivittatus
- Soort Helicops yacu
- Soort Heterodon kennerlyi
- Soort Heterodon nasicus
- Soort Heterodon platirhinos
- Soort Heterodon simus
- Soort Hydrodynastes bicinctus
- Soort Hydrodynastes gigas
- Soort Hydromorphus concolor
- Soort Hydromorphus dunni
- Soort Hydrops caesurus
- Soort Hydrops martii
- Soort Hydrops triangularis
- Soort Hypsiglena affinis
- Soort Hypsiglena catalinae
- Soort Hypsiglena chlorophaea
- Soort Hypsiglena jani
- Soort Hypsiglena ochrorhynchus
- Soort Hypsiglena slevini
- Soort Hypsiglena tanzeri
- Soort Hypsiglena torquata
- Soort Hypsiglena unaocularus
- Soort Hypsirhynchus ater
- Soort Hypsirhynchus callilaemus
- Soort Hypsirhynchus ferox
- Soort Hypsirhynchus funereus
- Soort Hypsirhynchus melanichnus
- Soort Hypsirhynchus parvifrons
- Soort Hypsirhynchus polylepis
- Soort Hypsirhynchus scalaris
- Soort Ialtris agyrtes
- Soort Ialtris dorsalis
- Soort Ialtris haetianus
- Soort Ialtris parishi
- Soort Imantodes cenchoa
- Soort Imantodes chocoensis
- Soort Imantodes gemmistratus
- Soort Imantodes guane
- Soort Imantodes inornatus
- Soort Imantodes lentiferus
- Soort Imantodes phantasma
- Soort Imantodes tenuissimus
- Soort Leptodeira annulata
- Soort Leptodeira ashmeadii
- Soort Leptodeira bakeri
- Soort Leptodeira frenata
- Soort Leptodeira maculata
- Soort Leptodeira nigrofasciata
- Soort Leptodeira polysticta
- Soort Leptodeira punctata
- Soort Leptodeira rhombifera
- Soort Leptodeira rubricata
- Soort Leptodeira septentrionalis
- Soort Leptodeira splendida
- Soort Leptodeira uribei
- Soort Lioheterophis iheringi
- Soort Lygophis anomalus
- Soort Lygophis dilepis
- Soort Lygophis elegantissimus
- Soort Lygophis flavifrenatus
- Soort Lygophis lineatus
- Soort Lygophis meridionalis
- Soort Lygophis paucidens
- Soort Lygophis vanzolinii
- Soort Magliophis exiguus
- Soort Magliophis stahli
- Soort Manolepis putnami
- Soort Mussurana bicolor
- Soort Mussurana montana
- Soort Mussurana quimi
- Soort Ninia atrata
- Soort Ninia celata
- Soort Ninia diademata
- Soort Ninia espinali
- Soort Ninia franciscoi
- Soort Ninia hudsoni
- Soort Ninia maculata
- Soort Ninia pavimentata
- Soort Ninia psephota
- Soort Ninia sebae
- Soort Ninia teresitae
- Soort Nothopsis rugosus
- Soort Omoadiphas aurula
- Soort Omoadiphas cannula
- Soort Omoadiphas texiguatensis
- Soort Oxyrhopus clathratus
- Soort Oxyrhopus doliatus
- Soort Oxyrhopus emberti
- Soort Oxyrhopus erdisii
- Soort Oxyrhopus fitzingeri
- Soort Oxyrhopus formosus
- Soort Oxyrhopus guibei
- Soort Oxyrhopus leucomelas
- Soort Oxyrhopus marcapatae
- Soort Oxyrhopus melanogenys
- Soort Oxyrhopus occipitalis
- Soort Oxyrhopus petolarius
- Soort Oxyrhopus rhombifer
- Soort Oxyrhopus trigeminus
- Soort Oxyrhopus vanidicus
- Soort Paraphimophis rusticus
- Soort Phalotris cerradensis
- Soort Phalotris concolor
- Soort Phalotris cuyanus
- Soort Phalotris labiomaculatus
- Soort Phalotris lativittatus
- Soort Phalotris lemniscatus
- Soort Phalotris matogrossensis
- Soort Phalotris mertensi
- Soort Phalotris multipunctatus
- Soort Phalotris nasutus
- Soort Phalotris nigrilatus
- Soort Phalotris normanscotti
- Soort Phalotris reticulatus
- Soort Phalotris sansebastiani
- Soort Phalotris tricolor
- Soort Philodryas aestiva
- Soort Philodryas amaru
- Soort Philodryas baroni
- Soort Philodryas boliviana
- Soort Philodryas chamissonis
- Soort Philodryas cordata
- Soort Philodryas erlandi
- Soort Philodryas livida
- Soort Philodryas mattogrossensis
- Soort Philodryas nattereri
- Soort Philodryas olfersii
- Soort Philodryas psammophidea
- Soort Philodryas simonsii
- Soort Philodryas tachymenoides
- Soort Philodryas trilineata
- Soort Philodryas varia
- Soort Phimophis guerini
- Soort Phimophis guianensis
- Soort Phimophis vittatus
- Soort Plesiodipsas perijanensis
- Soort Pliocercus elapoides
- Soort Pliocercus euryzonus
- Soort Pseudablabes agassizii
- Soort Pseudablabes arnaldoi
- Soort Pseudablabes patagoniensis
- Soort Pseudalsophis biserialis
- Soort Pseudalsophis darwini
- Soort Pseudalsophis dorsalis
- Soort Pseudalsophis elegans
- Soort Pseudalsophis hephaestus
- Soort Pseudalsophis hoodensis
- Soort Pseudalsophis occidentalis
- Soort Pseudalsophis slevini
- Soort Pseudalsophis steindachneri
- Soort Pseudalsophis thomasi
- Soort Pseudoboa coronata
- Soort Pseudoboa haasi
- Soort Pseudoboa martinsi
- Soort Pseudoboa neuwiedii
- Soort Pseudoboa nigra
- Soort Pseudoboa serrana
- Soort Pseudoeryx plicatilis
- Soort Pseudoeryx relictualis
- Soort Pseudoleptodeira latifasciata
- Soort Pseudotomodon trigonatus
- Soort Psomophis genimaculatus
- Soort Psomophis joberti
- Soort Psomophis obtusus
- Soort Ptychophis flavovirgatus
- Soort Rhachidelus brazili
- Soort Rhadinaea bogertorum
- Soort Rhadinaea calligaster
- Soort Rhadinaea cuneata
- Soort Rhadinaea decorata
- Soort Rhadinaea flavilata
- Soort Rhadinaea forbesi
- Soort Rhadinaea fulvivittis
- Soort Rhadinaea gaigeae
- Soort Rhadinaea hesperia
- Soort Rhadinaea laureata
- Soort Rhadinaea macdougalli
- Soort Rhadinaea marcellae
- Soort Rhadinaea montana
- Soort Rhadinaea myersi
- Soort Rhadinaea nuchalis
- Soort Rhadinaea omiltemana
- Soort Rhadinaea pulveriventris
- Soort Rhadinaea quinquelineata
- Soort Rhadinaea sargenti
- Soort Rhadinaea taeniata
- Soort Rhadinaea vermiculaticeps
- Soort Rhadinella anachoreta
- Soort Rhadinella donaji
- Soort Rhadinella dysmica
- Soort Rhadinella godmani
- Soort Rhadinella hannsteini
- Soort Rhadinella hempsteadae
- Soort Rhadinella kanalchutchan
- Soort Rhadinella kinkelini
- Soort Rhadinella lachrymans
- Soort Rhadinella lisyae
- Soort Rhadinella montecristi
- Soort Rhadinella pegosalyta
- Soort Rhadinella pilonaorum
- Soort Rhadinella posadasi
- Soort Rhadinella rogerromani
- Soort Rhadinella schistosa
- Soort Rhadinella serperaster
- Soort Rhadinella stadelmani
- Soort Rhadinella tolpanorum
- Soort Rhadinella xerophila
- Soort Rhadinophanes monticola
- Soort Rodriguesophis chui
- Soort Rodriguesophis iglesiasi
- Soort Rodriguesophis scriptorcibatus
- Soort Saphenophis antioquiensis
- Soort Saphenophis atahuallpae
- Soort Saphenophis boursieri
- Soort Saphenophis sneiderni
- Soort Saphenophis tristriatus
- Soort Sibon annulatus
- Soort Sibon anthracops
- Soort Sibon argus
- Soort Sibon ayerbeorum
- Soort Sibon bevridgelyi
- Soort Sibon carri
- Soort Sibon dimidiatus
- Soort Sibon dunni
- Soort Sibon lamari
- Soort Sibon linearis
- Soort Sibon longifrenis
- Soort Sibon manzanaresi
- Soort Sibon merendonensis
- Soort Sibon miskitus
- Soort Sibon nebulatus
- Soort Sibon noalamina
- Soort Sibon perissostichon
- Soort Sibon sanniolus
- Soort Siphlophis ayauma
- Soort Siphlophis cervinus
- Soort Siphlophis compressus
- Soort Siphlophis leucocephalus
- Soort Siphlophis longicaudatus
- Soort Siphlophis pulcher
- Soort Siphlophis worontzowi
- Soort Sordellina punctata
- Soort Stichophanes ningshaanensis
- Soort Synophis bicolor
- Soort Synophis bogerti
- Soort Synophis calamitus
- Soort Synophis insulomontanus
- Soort Synophis lasallei
- Soort Synophis niceforomariae
- Soort Synophis plectovertebralis
- Soort Synophis zaheri
- Soort Synophis zamora
- Soort Tachymenis affinis
- Soort Tachymenis attenuata
- Soort Tachymenis chilensis
- Soort Tachymenis elongata
- Soort Tachymenis peruviana
- Soort Tachymenis tarmensis
- Soort Taeniophallus affinis
- Soort Taeniophallus bilineatus
- Soort Taeniophallus brevirostris
- Soort Taeniophallus nebularis
- Soort Taeniophallus nicagus
- Soort Taeniophallus occipitalis
- Soort Taeniophallus persimilis
- Soort Taeniophallus poecilopogon
- Soort Taeniophallus quadriocellatus
- Soort Tantalophis discolor
- Soort Thamnodynastes almae
- Soort Thamnodynastes ceibae
- Soort Thamnodynastes chaquensis
- Soort Thamnodynastes chimanta
- Soort Thamnodynastes corocoroensis
- Soort Thamnodynastes dixoni
- Soort Thamnodynastes duida
- Soort Thamnodynastes gambotensis
- Soort Thamnodynastes hypoconia
- Soort Thamnodynastes lanei
- Soort Thamnodynastes longicaudus
- Soort Thamnodynastes marahuaquensis
- Soort Thamnodynastes pallidus
- Soort Thamnodynastes paraguanae
- Soort Thamnodynastes phoenix
- Soort Thamnodynastes ramonriveroi
- Soort Thamnodynastes rutilus
- Soort Thamnodynastes sertanejo
- Soort Thamnodynastes strigatus
- Soort Thamnodynastes yavi
- Soort Thermophis baileyi
- Soort Thermophis shangrila
- Soort Thermophis zhaoermii
- Soort Tomodon dorsatus
- Soort Tomodon ocellatus
- Soort Tomodon orestes
- Soort Tretanorhinus mocquardi
- Soort Tretanorhinus nigroluteus
- Soort Tretanorhinus taeniatus
- Soort Tretanorhinus variabilis
- Soort Trimetopon barbouri
- Soort Trimetopon gracile
- Soort Trimetopon pliolepis
- Soort Trimetopon simile
- Soort Trimetopon slevini
- Soort Trimetopon viquezi
- Soort Tropidodipsas annulifera
- Soort Tropidodipsas fasciata
- Soort Tropidodipsas fischeri
- Soort Tropidodipsas philippii
- Soort Tropidodipsas repleta
- Soort Tropidodipsas sartorii
- Soort Tropidodipsas zweifeli
- Soort Tropidodryas serra
- Soort Tropidodryas striaticeps
- Soort Uromacer catesbyi
- Soort Uromacer frenatus
- Soort Uromacer oxyrhynchus
- Soort Urotheca decipiens
- Soort Urotheca dumerilli
- Soort Urotheca fulviceps
- Soort Urotheca guentheri
- Soort Urotheca lateristriga
- Soort Urotheca multilineata
- Soort Urotheca myersi
- Soort Urotheca pachyura
- Soort Xenodon dorbignyi
- Soort Xenodon guentheri
- Soort Xenodon histricus
- Soort Xenodon matogrossensis
- Soort Xenodon merremii
- Soort Xenodon nattereri
- Soort Xenodon neuwiedii
- Soort Xenodon pulcher
- Soort Xenodon rabdocephalus
- Soort Xenodon semicinctus
- Soort Xenodon severus
- Soort Xenodon werneri
- Soort Xenopholis scalaris
- Soort Xenopholis undulatus
- Soort Xenopholis werdingorum
- Soort Xenoxybelis argentea
- Soort Xenoxybelis boulengeri